# Victor Sieg
Charles-Victor Sieg (Turckheim, 8 août 1837 - Colmar, 6 avril 1899) est un compositeur et organiste français. Il remporte le Prix de Rome de 1864.

## Biographie
Sieg est né à Turckheim, une petite ville d'Alsace, en France. Son père, Constant Sieg (1807-1891), est compositeur et organiste de l'église Saint-Martin de Colmar.
Sieg étudie d'abord avec son père puis au Conservatoire de Paris avec François Benoist (orgue) et Ambroise Thomas (composition). Il remporte le premier prix d'orgue du conservatoire en 1863. En 1864, il remporte le prix de Rome,.
Il publie plus tard plusieurs pièces pour piano dont Trois Impromptus, Tarentelle et Caprice-valse. De retour de Rome où il avait travaillé à la composition d'un opéra-comique, il prend un poste à Paris comme organiste à l'Église Notre-Dame de Clignancourt et se consacre à l'enseignement. Il a également été organiste de l'église Saint-Merry et inspecteur de chant des écoles de la ville de Paris.
Sieg est mort à Colmar en 1899 à l'âge de 61 ans. La rue Victor-Sieg, une rue de Turckheim, est nommée en son honneur.